# Johann Theodor Katerkamp
Johann Theodor Katerkamp (Ochtrup, 17 januari 1764 – Münster, 9 juni 1834) was een Duits Rooms-katholiek theoloog en kerkhistoricus.

## Biografie
Johann Theodor Katerkamp is de zoon van boer Johann Heinrich Eberhard en zijn vrouw Maria. Hij maakte een opleiding af aan een progymnasium van de franciscanen in Rheine. Vanaf 1781 volgde Katerkamp het Gymnasium Paulinum in Münster. Van 1783 tot 1787 studeerde hij filosofie en theologie aan de Universiteit van Münster. Nadat hij in 1787 tot priester werd gewijd, werkte hij tot 1796 als huisleraar. Met zijn studenten, Klemens August Droste en Hans-Otto Droste, maakte Katerkamp  een tweejarige onderwijsreis door Duitsland, Zwitserland, Italië en Sicilië. Vanaf 1797 was Katerkamp huisleraar van Amalie von Gallitzin; dit deed hij tot het overlijden van deze vorstin in 1806. Drie jaar later, 1809, werd Johann Katerkamp docent Kerkgeschiedenis aan de Universiteit van Münster. In 1816 werd hij buitengewoon hoogleraar in de Kerkgeschiedenis en moraaltheologie. Drie jaar later, 1819, werd hij tot gewoon hoogleraar in de Kerkgeschiedenis en canoniek recht benoemd. De Universiteit van Landshut verleende hem in 1820 de eredoctoraat in de theologie. In het volgende jaar werd Katerkamp examinator synodalis, in 1823 seculiere kanunnik en werd in 1831 tot domdecaan in Münster benoemd. Daar overleed Johann Theodor Katerkamp op 9 juni 1834.

## Publicaties (selectie)
- Über den Primat des Apostels Petrus und seiner Nachfolger; zur Widerlegung der 3. Beilage im 3. Hefte des Sophronizon
- Anleitung zur Selbstprüfung für Weltgeistliche. Nach dem französischen »Miroir du Clergé« (twee banden; Münster, 1806 en 1836)
- Geschichte der Religion bis zur Stiftung einer allgemeinen Kirche. Zur Einleitung in die Kirchengeschichte (Münster, 1819)
- Denkwürdigkeiten aus dem Leben der Fürstin Amalia von Gallitzin geboren Gräfin von Schmettau (Münster, 1839)